# Блале
Блале (фр. Blaslay) насеље је и општина у западној Француској у региону Поату-Шарант, у департману Вијена која припада префектури Поатје.
По подацима из 2011. године у општини је живело 549 становника, а густина насељености је износила 27,91 становника/km². Општина се простире на површини од 19,67 km². Налази се на средњој надморској висини од 91 метар (максималној 127 m, а минималној 81 m).

## Демографија
| 1962. | 1968. | 1975. | 1982. | 1990. | 1999. | 2011. |
| ----- | ----- | ----- | ----- | ----- | ----- | ----- |
| 393   | 398   | 377   | 377   | 403   | 452   | 549   |

График промене броја становника у току последњих година